# Sophie van Brandenburg

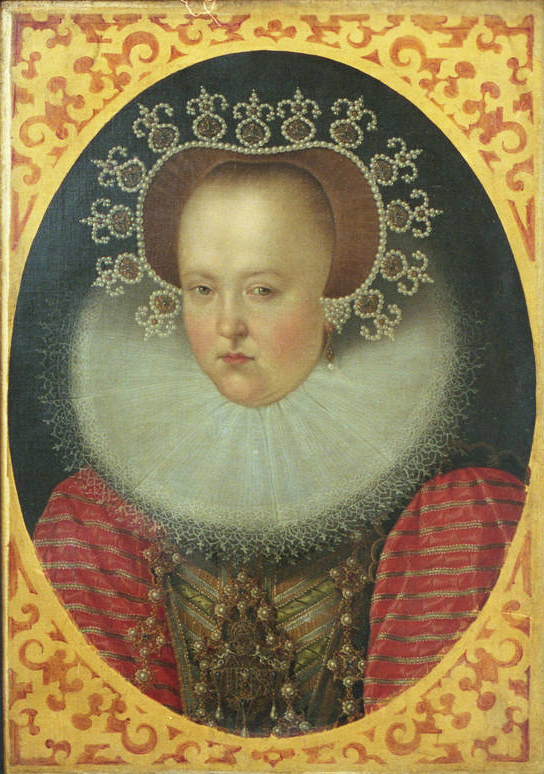
Sophia van Brandenburg

Sophia van Brandenburg (Zechlin, 6 juni 1568 — Slot Colditz, 7 december 1622) was een dochter van  keurvorst Johan Georg van Brandenburg en diens tweede echtgenote Sabina van Ansbach. 

## Huwelijk en nakomelingen
Op 25 april 1582 huwde zij met Christiaan I van Saksen. Ze kregen zeven kinderen:
- Christiaan II (1583-1611), keurvorst van Saksen
- Johan George I (1585-1656), keurvorst van Saksen
- Anna Sabina (1586-1586)
- Sophia (1587-1635), huwde in 1610 met hertog Frans van Pommeren-Stettin
- Elisabeth (1588-1589)
- August (1589-1615), diocesaan administrator van het Prinsbisdom Naumburg
- Dorothea (1591-1617), abdis van de Abdij van Quedlinburg

Sophie was  orthodox lutherse en bestreed het  cryptocalvinisme in Saksen. Na de dood van Christiaan I in  1591 zette zij diens calvinistische kanselier Nikolaus Krell, een tegenstander van de lutherse orthodoxie, gevangen en liet hem in 1601 terechtstellen. Refererend aan de vrome weduwe Judith uit het  Bijbelse boek  Judit, vereerden de orthodoxe lutheranen hier sindsdien als  „Judith van Saksen“.  Als weduwe leefde  Sophie in het  „Fraumutterhaus“ in Dresden en in het slot Colditz, liet met de Sophiendukat een eigen munt slaan en liet de oude  franciskanerkerk in Dresden weer inrichten voor kerkelijke diensten. Deze kerk werd sindsdien naar haar,  Sophienkirche genooemd.